# فندق وأبراج شيراتون (الدار البيضاء)
فندق وأبراج شيراتون الدار البيضاء هو فندق فخم يقع في منطقة المدينة القديمة في الدار البيضاء، المغرب، وواحد من أكثر فنادق العمارة العصرية في المدينة. تم تشغيل الفندق من قبل مجموعة الشيراتون عام 2009 . يحتوي الفندق على 286 غرفة منذ عام 2001، حيث كان يحتوي على 306 غرفة و 32 جناح و 4 مطاعم، لذلك من الواضح أن العديد من الغرف قد تم توسيعها حيث يوجد الآن 286. الجناح الملكي هو أرقى وأروع غرف الفندق، يليه الجناح الأميري. اعتبارا من عام 2012 تم إنشاء مطاعم جديدةكنادي قيصر الذي يقدم أفضل المأكولات المغربية.

## روابط خارجية
- الموقع الرسمي